# La Lisca
(Francesco Inghirami, Storia della Toscana)
La Lisca è una frazione del comune di Lastra a Signa, in provincia di Firenze.
Sorge lungo il fiume Arno, poco prima della confluenza del torrente Ombrone Pistoiese.

## Storia
Si sviluppò in epoca medievale come piccolo scalo fluviale sul fiume Arno, lungo la via percorsa dalla ghisa prodotta a Follonica fino al "magazzino del ferro" di Poggio a Caiano. Era inoltre sede di un traghetto per l'attraversamento del fiume.
Il toponimo "Lisca" deriva da un osso di balena (per l'esattezza una mandibola di Balenottera Sp.) murata sulla facciata di una casa, che un tempo era un'osteria.